# Reinhard Hohl-Tobler
Reinhard Hohl-Tobler (* 15. November 1841 in Wolfhalden; † 22. August 1930 in Lutzenberg; heimatberechtigt in Heiden) war ein Schweizer Textilunternehmer, Gemeindepräsident, Kantonsrat und Regierungsrat aus dem Kanton Appenzell Ausserrhoden.

## Leben
Reinhard Hohl-Tobler war ein Sohn von Bartholome Hohl, Weber und Kleinbauer, und Anna Graf. Im Jahr 1865 heiratete er Berta Tobler, Tochter von Johannes Tobler, Bäcker.
Bis 1854 besuchte er die Primarschule Wolfhalden. Danach trat er ins Baumwoll-Fabrikationsgeschäft eines Onkels ein. Hier war Hohl – abgesehen von einem Jahr in der Westschweiz – bis 1865 tätig. In diesem Jahr gründete er eine Vorhangstoff-Weberei und exportierte seine Produkte nach Italien, Belgien und Holland.
Im Jahr 1880 stellte er auf die Produktion von Seidenbeuteltuch um. Seine Geschäftspartner waren von 1880 bis 1897 Johann Jakob Preisig von Gais und ab 1897 bis 1907 sein Sohn Reinhard Hohl-Custer. Als das Unternehmen im Jahr 1907 mit anderen zur Schweizerischen Seidengaze AG fusionierte, trat Hohl zurück. Sein Versuch, um 1912 in Lutzenberg eine Stricknadelproduktion aufzubauen, scheiterte.
Von 1873 bis 1876 amtierte er als freisinniger Gemeindehauptmann von Lutzenberg. Ab 1877 bis 1882 versah er das Amt des Gemeinderichters. Von 1879 bis 1887 und in den Jahren 1893 bis 1912 gehörte er dem Kantonsrat an. Von 1887 bis 1893 war er Ausserrhoder Regierungsrat. Seine Haupttätigkeit galt vor allem dem kantonalen Strassen- und Assekuranzwesen sowie einer verbesserten Berufsbildung. Ab 1880 bis 1893 gehörte er der kantonalen Assekuranzkommission an. Diese präsidierte er von 1887 bis 1893.